# Barbara Bosson
Barbara Ann Bosson (Charleroi, Pensilvania; 1 de noviembre de 1939-Los Ángeles, California; 18 de febrero de 2023) fue una actriz de cine y televisión estadounidense.

## Biografía
Su actuación más reconocida fue en la serie de la década de 1980 de la cadena NBC Hill Street Blues como Fay Furillo desde 1981 a 1986; y como la dulce querellante Miriam Grasso en la serie Murder One entre los años 1995 a 1997. En el último papel se hizo acreedora de una nominación al Premio Emmy.
Otros trabajos de Barbara fueron en las series Hooperman como la Capitán C. Z. Stern, y Cop Rock como la Mayor Louise Plank, siendo ambas transmitidas en la década de 1980.
Su papel más importante en el cine fue en la película de ciencia ficción The Last Starfighter en el año 1984. Su primera película fue en 1968 con Bullitt.
Durante su carrera ha tenido algunas apariciones como invitada en varios programas de televisión como Mannix, Crazy Like a Fox, L.A. Law, Civil Wars, Star Trek Deep Space Nine y Lois & Clark: The New Adventures of Superman.
Desde 1969 hasta 1997, Bosson estuvo casada con el escritor y productor de televisión Steven Bochco, ambos tienen dos hijos juntos.

## Fallecimiento
Falleció el 18 de febrero del 2023 a los 83 años, tras una breve enfermedad en su hogar en Los Ángeles, California.

## Filmografía
- 1995, Murder One(TV)
- 1990, Jury Duty  (TV)
- 1989, Little Sweetheart
- 1987, Supermom's daighter
- 1986, The Education of Allison Tate
- 1985, Hostage Flight
- 1984, The Last Starfighter
- 1984, Calender Girl Murders
- 1978, Operating Room (TV)
- 1978, Capricorn One
- 1974, Mame
- 1968, Bullitt